# Wolfgang Giegerich
Wolfgang Giegerich (Wiesbaden, 1942) es un psicólogo alemán formado como analista junguiano. Ejerció como médico clínico durante muchos años y ha publicado libros y artículos sobre psicología profunda desde mediados de los años 70.

## Biografía
Giegerich estudió literatura en Alemania y Estados Unidos, llegando a ser profesor en la Universidad Rutgers, Nueva Jersey. Posteriormente iniciaría su formación como analista en el C.G. Jung Institute de Stuttgart, Alemania. Terminaría trasladándose a Woerthsee, cerca de Múnich, y desde el verano de 2008 reside en Berlín, ejerciéndo en la actualidad como psicoterapeuta y supervisor de analistas en formación.
Conferenciante y escritor prolífico, su obra es considerada un desarrollo del pensamiento junguiano clásico. Ha participado en el Círculo Eranos.
Su obra ha sido considerada como un avance radical en el pensamiento junguiano, denominándose "pensamiento junguiano de tercera ola", en referencia a la obra de Jung mismo y a la escuela arquetipal de James Hillman ("pensamiento junguiano de segunda ola").

## Obra

### The Collected English Papers of Wolfgang Giegerich
- The Collected English Papers of Wolfgang Giegerich, Vol. 1: The Neurosis of Psychology: Primary Papers toward a Critical Psychology. New Orleans: Spring Journal Books, 2005; Routledge, 2020. ISBN 9780367485351
- The Collected English Papers of Wolfgang Giegerich, Vol. 2: Technology and the Soul: From the Nuclear bomb to the World Wide Web. New Orleans: Spring Journal Books, 2007; Routledge, 2020. ISBN 9780367485337
- The Collected English Papers of Wolfgang Giegerich, Vol. 3: Soul-Violence. New Orleans: Spring Journal Books, 2008; Routledge, 2020. ISBN 9780367485306
- The Collected English Papers of Wolfgang Giegerich, Vol. 4: The Soul Always Thinks. New Orleans: Spring Journal Books, 2010; Routledge, 2020. ISBN 9780367485269
- The Collected English Papers of Wolfgang Giegerich, Vol. 5: The Flight into the Unconscious: An analysis of C.G. Jung's psychology project. New Orleans: Spring Journal Books, 2013; Routledge, 2020. ISBN 9780367485207
- The Collected English Papers of Wolfgang Giegerich, Vol. 6: Dreaming the Myth Onwards: C.G. Jung on Christianity and on Hegel. Part 2 of The Flight into the Unconscious. New Orleans: Spring Journal Books, 2014; Routledge, 2020. ISBN 9780367485160
- The Collected English Papers of Wolfgang Giegerich, Vol. 7: How to Think Psychologically: With Jung Beyond Jung. Routledge, 2025. ISBN 9781041007357
- The Collected English Papers of Wolfgang Giegerich, Vol. 8: Sharpening Psychology's Concepts: The Spirit of Jungian Psychology and the Danger of Faulty Thinking. Routledge, 2025. ISBN 9781041007395